# Copa de la Coronació
La Copa de la Coronació de 1902 va ser una competició de futbol organitzada en honor de la coronació d'Alfons XIII. És una competició no oficial, ja que la Federació Espanyola de Futbol no la reconeix, ja que considera que la Copa del rei va començar l'any següent.
La competició va començar el 13 de maig de 1902 i va acabar el 16, i es va disputar a l'Hipódromo de Madrid. El Bizcaya (una combinació de jugadors de l'Athletic Club i del Bilbao Football Club) va guanyar el trofeu.
La idea del campionat va ser del president del recentment fundat Madrid, el català Joan Padrós. A més del Madrid, diversos equips van participar en el torneig: Barça, Club Español, New Club (de Madrid) i Bizcaya.

## Competició
|  | Quarts de final                | Quarts de final |                                |   | Semifinals | Semifinals |  |  | Final | Final |
|  |                                |                 |                                |   |            |            |  |  |       |       |
|  | 13 de maig – Hipódromo, Madrid |                 |                                |   |            |            |  |  |       |       |
|  |                                |                 |                                |   |            |            |  |  |       |       |
|  | Bizcaya                        | 5               |                                |   |            |            |  |  |       |       |
|  | Bizcaya                        | 5               | 14 de maig – Hipódromo, Madrid |   |            |            |  |  |       |       |
|  | Club Español                   | 1               |                                |   |            |            |  |  |       |       |
|  | Club Español                   | 1               | Bizcaya                        | 8 |            |            |  |  |       |       |
|  |                                |                 | Bizcaya                        | 8 |            |            |  |  |       |       |
|  |                                |                 | New Foot-Ball Club             | 1 |            |            |  |  |       |       |
|  |                                |                 | New Foot-Ball Club             | 1 |            |            |  |  |       |       |
|  |                                |                 | 15 de maig – Hipódromo, Madrid |   |            |            |  |  |       |       |
|  |                                |                 |                                |   |            |            |  |  |       |       |
|  | Bizcaya                        | 2               |                                |   |            |            |  |  |       |       |
|  | Bizcaya                        | 2               |                                |   |            |            |  |  |       |       |
|  |                                | FC Barcelona    | 1                              |   |            |            |  |  |       |       |
|  |                                | FC Barcelona    | 1                              |   |            |            |  |  |       |       |
|  | 13 de maig – Hipódromo, Madrid |                 |                                |   |            |            |  |  |       |       |
|  |                                |                 |                                |   |            |            |  |  |       |       |
|  | FC Barcelona                   | 3               |                                |   |            |            |  |  |       |       |
|  | FC Barcelona                   | 3               |                                |   |            |            |  |  |       |       |
|  |                                |                 | Madrid FC                      | 1 |            |            |  |  |       |       |
|  |                                |                 | Madrid FC                      | 1 |            |            |  |  |       |       |
|  |                                |                 |                                |   |            |            |  |  |       |       |
|  |                                |                 |                                |   |            |            |  |  |       |       |
|  |                                |                 |                                |   |            |            |  |  |       |       |

## Quarts de final
| Bizcaya                                                                            | 5 – 1 | Club Español |
| ---------------------------------------------------------------------------------- | ----- | ------------ |
| Juan Astorquia · Walter Evans · William Dyer -' (p.) · Walter Evans · Walter Evans | Fitxa | Ponz         |

## Semifinals
| FC Barcelona                                        | 3 – 1 | Madrid FC      |
| --------------------------------------------------- | ----- | -------------- |
| Udo Steinberg · Udo Steinberg · Joan Gamper -' (p.) | Fitxa | Arthur Johnson |

| Bizcaya | 8 – 1 | New Foot-Ball Club |
| --- | ----- | ------------------ |
| Walter Evans · Walter Evans · Armand Cazeaux · William Dyer · William Dyer · William Dyer · William Dyer · Juan Astorquia | Fitxa | Montojo            |

## Final
| Bizcaya                                 | 2 – 1 | FC Barcelona      |
| --------------------------------------- | ----- | ----------------- |
| Juan Astorquia 10' · Armand Cazeaux 20' | Fitxa | Udo Steinberg 75' |

|  |  |

| Luis Arana         |
| Enrique Careaga    |
| Pedro de Larrañaga |
| Luis Silva         |
| Amador Arana       |
| Enrique Goiri      |
| Armand Cazeaux     |
| Juan Astorquia (c) |
| L. Dyer            |
| Ramón Silva        |
| Walter Evans       |

| Samuel Morris   |
| Lluis Puelles   |
| George Meyer    |
| J. Morris       |
| Arthur Witty    |
| Miquel Valdés   |
| John Parsons    |
| Udo Steinberg   |
| Hans Gamper (c) |
| Henry Morris    |
| Alfonso Albéniz |

## Campió
| Campions de la Copa de la Coronació |
| ----------------------------------- |
| Bizcaya 1r títol                    |